# Helladocampa
Helladocampa es un género de dipluro en la familia Campodeidae.